# Водний міст

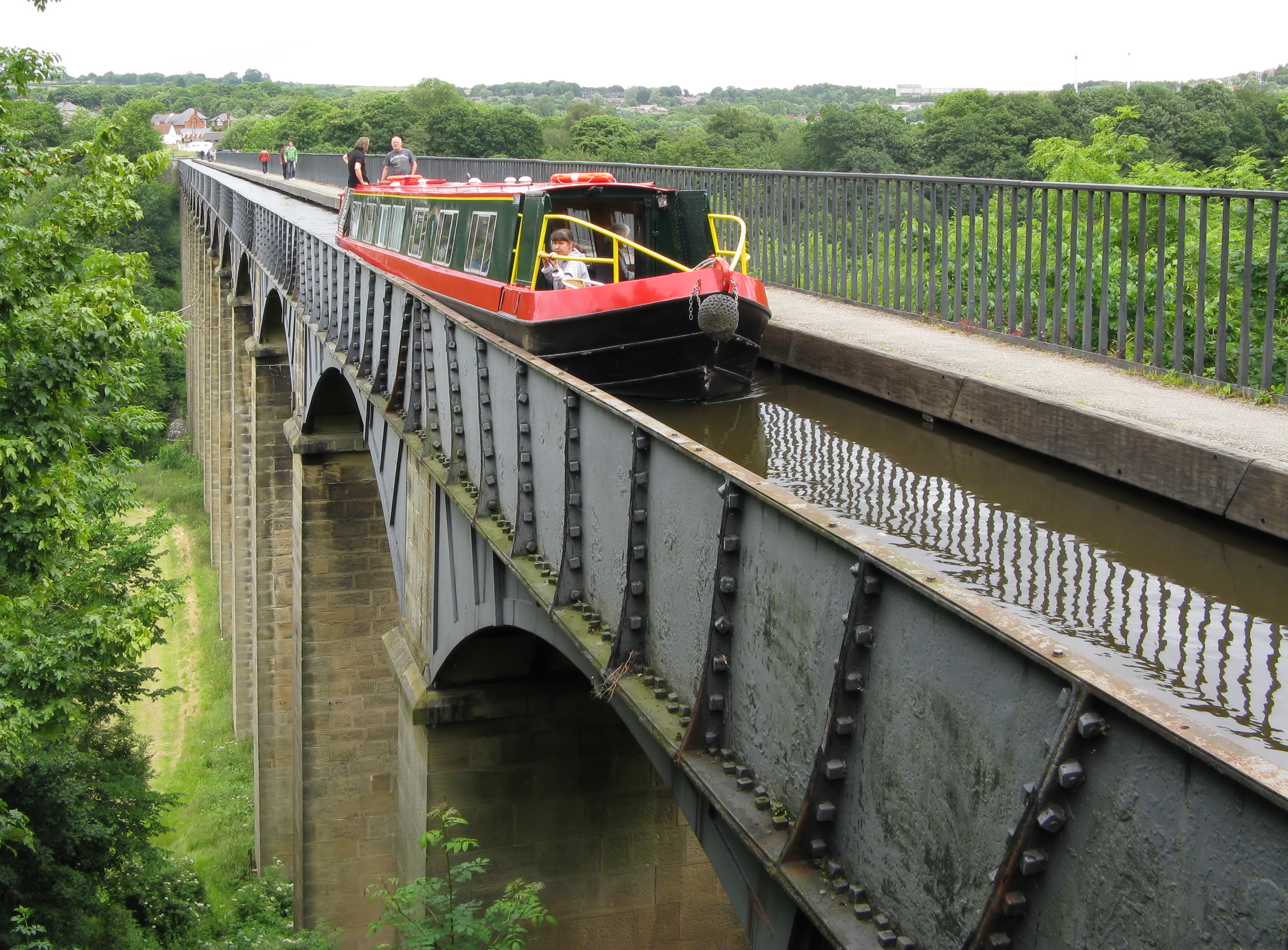
Акведук Понткісіллте.

Во́дний міст — міст для судноплавства, що перетинає інший водний шлях — річку, або канал.
Як правило, поява водних мостів стає результатом прокладання водних каналів для судноплавства на іншій висоті, ніж висота річок. При цьому канал, як і річку, яка перетинається каналом, використовують для судноплавства. Поруч з водним мостом, як правило, знаходиться суднопідіймач або шлюз для можливості переходу суден на канал або річку.
1896 року у Франції був побудований 662-метровий водний міст-канал над річкою Луарою (фр. Canal latéral à la Loire). Аж до 2003 року він залишався найдовшим у Європі. Найдовший у Європі водний міст знаходиться в німецькому місті Магдебург — Магдебурзький водний міст, довжина мосту становить 918 метрів.
Акведук в британському графстві Рекс – Понткісіллте один з найстаріших з діючих у Європі, побудований у 1805 році, має довжину 307 метрів, глибину 1,6 метра та ширину 3,4 метра. Канал знаходиться на висоті 38 метрів. Ця споруда занесена в список Всесвітньої спадщини людства.
У Великій Британії знаходиться також розвідний водний міст Бартон Свінг (англ. Barton Swing Aqueduct). Довжина його 100 метрів, вага 1450 тонн, міст повертається на 90 градусів. Побудований у 1894 році.

## Див. також

Фотогалерея
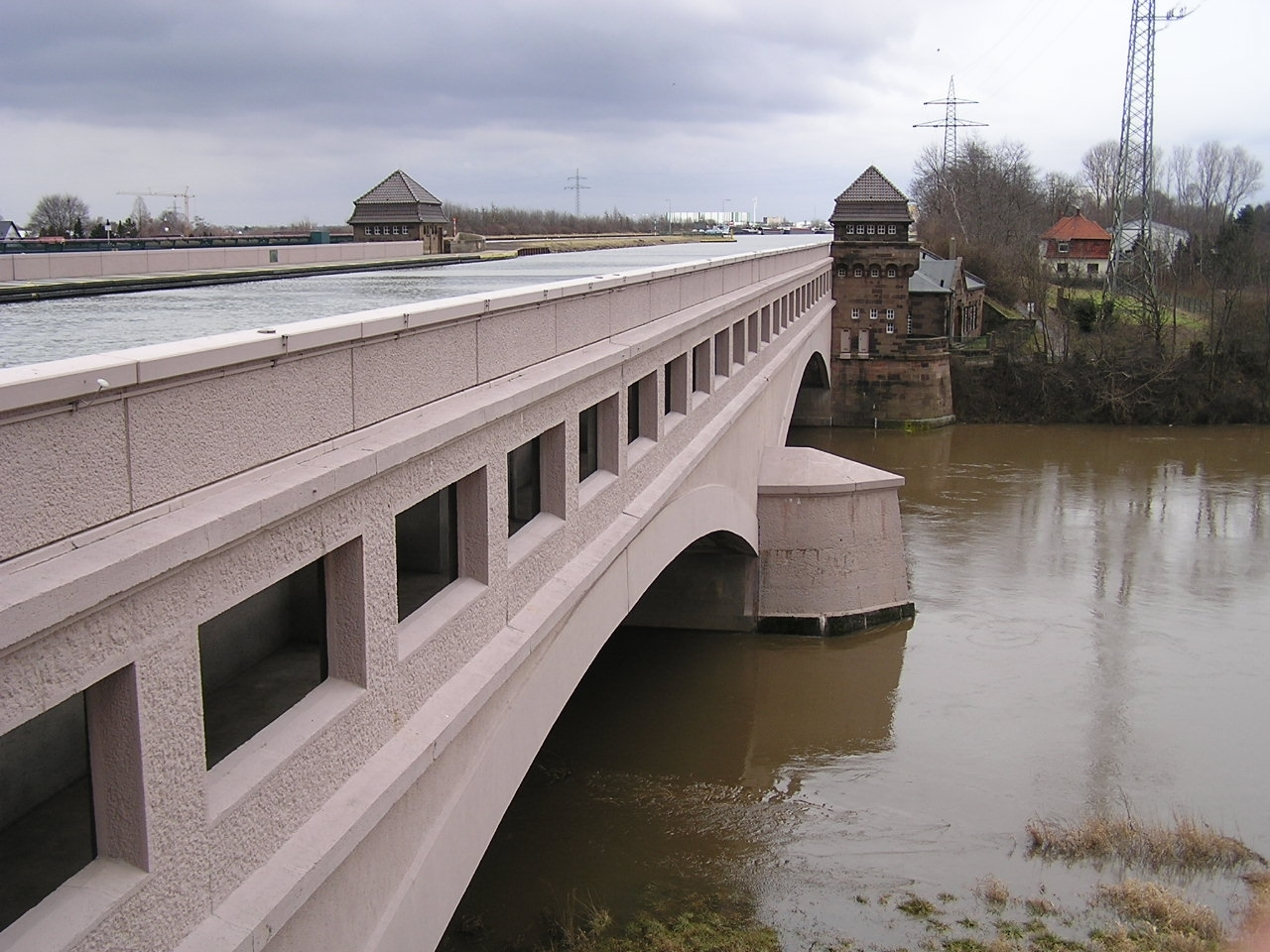
Мінденський водний міст
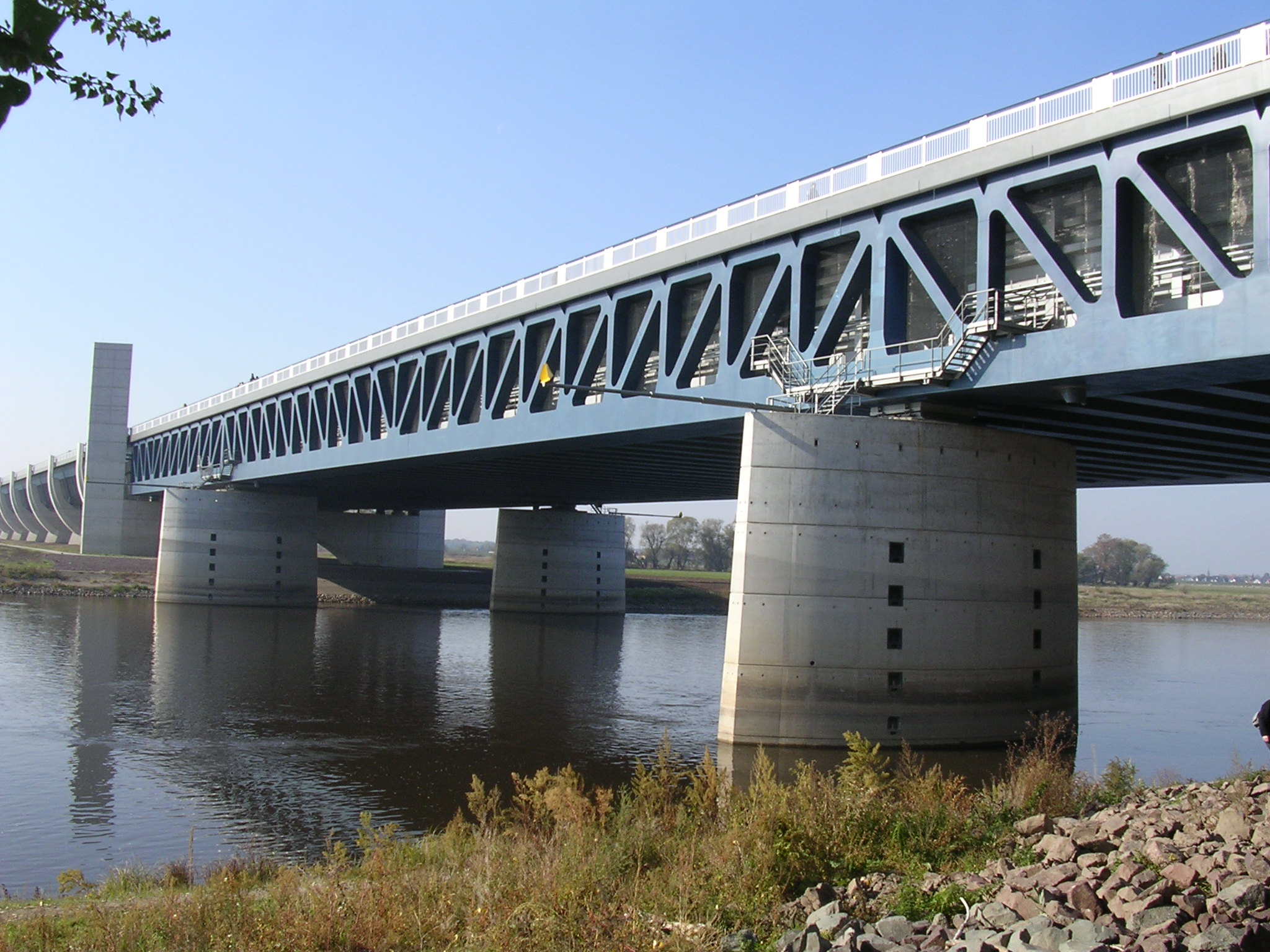
Магдебурзький водний міст
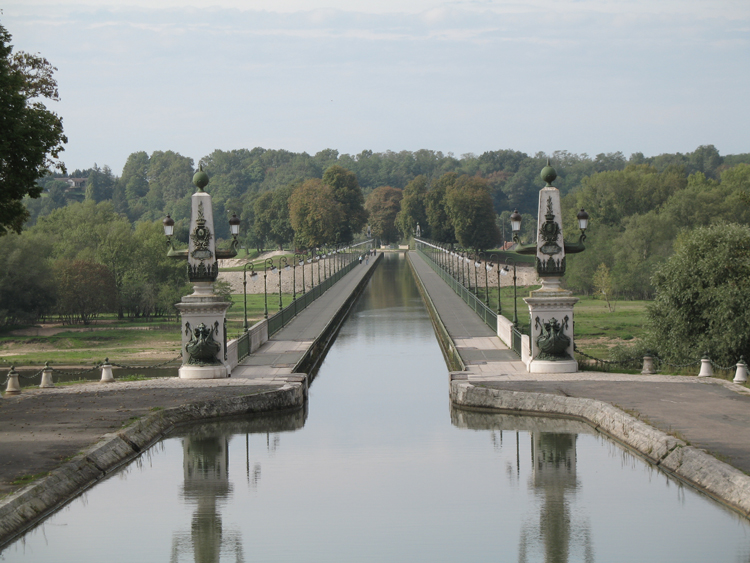
Водний міст через Луару